# Clathria shirahama
Clathria shirahama är en svampdjursart som beskrevs av Tanita 1977. Clathria shirahama ingår i släktet Clathria och familjen Microcionidae. Inga underarter finns listade i Catalogue of Life.